# Cineumbeuy
Cineumbeuy is een bestuurslaag in het regentschap Kuningan van de provincie West-Java, Indonesië. Cineumbeuy telt 2987 inwoners (volkstelling 2010).